# Steen & Stoffer
Steen & Stoffer (engelsk originaltitel: Calvin and Hobbes) var en daglig avisstribe, skrevet og illustreret af Bill Watterson, som følger den fantasifulde og opfindsomme Steens humoristiske udskejelser, og Stoffer, hans energiske og sarkastiske tøjtiger. Avisstriben blev trykt fra 18. november 1985 til 31. december 1995. På sit højeste blev Steen & Stoffer bragt af over 2400 aviser verden over. Indtil nu er der solgt mere end 30 millioner kopier af 18 Steen & Stoffer-bøger.
Striben foregår i et samtidigt forstadsmiljø, som ikke er nærmere bestemt, og som i den danske udgave bliver refereret til som København, men som nok oprindeligt er inspireret af Wattersons hjemby, Chagrin Falls i Ohio. Steen & Stoffer er hovedpersonerne i langt de fleste af striberne, men flere gange fokuseres der i stedet på den seksårige drengs familie. Overordnet handler striben om Steens fænomenale fantasi, hans venskab med Stoffer, deres fælles eventyr, hans syn på et alsidigt sortiment af forskellige politiske og kulturelle emner og hans interaktion med forældrene, klassekammeraterne, skolelærer og -inspektør samt barnepigen. En del af Steens eventyr går ud på at lave undersøgelser af sin fars popularitet blandt seksårige. Stoffers dobbelte natur er et gentaget motiv i serien; Steen ser Stoffer som en levende tiger, mens alle andre ser ham som en udstoppet tøjtiger. I modsætning til andre tegneserier nævnes der ingen specifikke politiske personligheder, men Steen undersøger derimod større politiske emner såsom miljøproblemer og fejl ved opinionsundersøgelser.
På grund af Wattersons stærke antikommercielle holdninger, og hans modstand mod at vende tilbage til offentlighedens søgelys, findes der næsten ingen lovlige Steen & Stoffer-produkter ud over bøgerne. Nogle få godkendte ting blev produceret for at markedsføre serien og er nu eftertragtede samleobjekter.

## Historie
Steen & Stoffer opstod, da Watterson, mens han arbejdede i reklameindustrien (som han afskyede), begyndte at bruge sin fritid på det, han virkelig brændte for, nemlig at tegne tegneserier. Han udforskede forskellige tegneserietyper, men alle blev afvist af forlagene, som han sendte dem til. Dog modtog han positiv respons på en stribe, som indeholdt en figur ved navn Marvin (hovedpersonens lillebror), der havde en udstoppet tiger. Opmuntret fortsatte Watterson arbejdet, men nu omkring disse to personer. United Features Syndicate, som gav ham dette råd, afviste dog striben, og Watterson nåede at opleve yderligere afslag, før Universal Press Syndicate besluttede sig for at tage den.
Den første stribe blev offentliggjort den 18. november 1985, og serien blev snart et hit. Inden for det næste par år blev serien trykt i omkring 250 aviser. Den 1. april 1987, kun 16 måneder efter stribens fødsel, blev Watterson og hans tegneserie omtalt i en artikel i Los Angeles Times, en af USA’s store aviser. Steen & Stoffer modtog to gange en Reuben Award fra National Cartoonists Society i kategorien Outstanding Cartoonist of the Year; første gang i 1986 og igen i 1988. Han blev nomineret igen i 1992. Selskabet gav ham også prisen Humor Comic Award i 1988. Inden længe var striben vidt udbredt uden for USA.
Watterson tog to længerevarende pauser fra produktionen – fra maj 1991 til februar 1992, og fra april til december 1994. I 1995 sendte Watterson et brev via sin forlægger til alle avisredaktører, der trykte striben. Det indeholdt følgende:
Jeg vil stoppe Steen & Stoffer ved afslutningen af dette år. Dette var ikke nogen nem beslutning, og jeg forlader arbejdet med vemod. Mine interesser har ændret sig, og jeg er overbevist om, at jeg har gjort, hvad der er muligt inden for stramme deadlines og små firkanter. Jeg ønsker at arbejde i et mere eftertænksomt tempo med færre kunstneristiske kompromiser. Jeg har endnu ikke bestemt mig for, hvad fremtiden skal bringe, men jeg vil holde kontakten med Universal Press Syndicate ved lige. At så mange aviser ville trykke Steen og Stoffer er en ære som jeg længe vil være stolt af, og jeg har virkelig værdsat jeres støtte og overbærenhed. At tegne denne serie har været et privilegium og en nydelse, og jeg takker jer for at have givet mig muligheden.
Stribe nummer 3.160, som var den sidste, blev bragt 31. december 1995. Den viste Steen & Stoffer udenfor i nyfalden sne, i en underfuld og fantastisk vinterscene. Verden er et forunderligt sted, gamle jas... Den sidste rude viser Steen & Stoffer, som tager afsæt med slæden, mens Steen proklamerer. Lad os udforske den!

## Stil og indflydelse
’’Steen & Stoffer’’ er kendetegnet ved sparsomt men omhyggeligt håndværk, intelligent humor, skarpe observationer, vittige sociale og politiske observationer, og veludviklede figurer som er fulde af personlighed. Sidestykker til Steens fantasifulde verden kan findes i Charles M. Schulz’ ’’Radiserne’’, Percy Crosbys ’’Skippy’’, Berkeley Breatheds ’’Bloom County’’, og George Herrimans ’’Krazy Kat’’, mens Wattersons brug af tegneserien som sociopolitisk kommentar rækker tilbage til Walt Kellys ’’Pogo’’. Især Schulz og Kelly influerede Wattersons syn på tegneserier i hans tidlige år.

### Kunst og videnskab
Watterson har brugt striben til at kritisere den kunstneriske verden, principielt gennem Steens ukonventionelle snemænd. Når frøken Mortensen beklager sig over, at Steen spilder klassens tid ved at tegne uforståelige ting (faktisk en stegosaurus i en rumraket), erklærer han sig selv “på forkant af avantgarden”. Han begynder at udforske mediet sne på en varm dag, hvor hans snemand bliver smeltet. Hans næste skulptur "speaks to the horror of our own mortality, inviting the viewer to contemplate the evanescense of life", lidt i stil med Prædikerens Bog i Bibelen. Efterhånden udvikler Steens kreative instinkter sig over i fortovstegninger ("forstads postmodernisme").
Videnskaben og livets store spørgsmål indgår med en styrke, som viser Wattersons interesse for disse. Steen opfinder for eksempel en "Transmogrif" af en stor papkasse, og laver sig selv om til flere kopier eller til en lille nuttet Stoffer. Stoffer og han fremstiller en robot og de spørger hans far, om han kan patentere den (fra 1. sept. 1989). Han spiller også gud ved skabelsen af verden, men det er en ødelæggende gud. Han spørger også lærerinden, hvad meningen er med at lære om tal, når vi alle skal dø på et tidspunkt?, og hun svarer, at de skal slå op på side 83 i matematikbogen.

## Hovedpersoner

### Steen
På originalsproget opkaldt efter den schweiziske teolog Jean Calvin (ophavsmanden til calvinismen og en overbevist om sandheden i prædestination). Steen er en impulsiv, fantasifuld, energisk, nysgerrig, intelligent og ofte selvisk seksårig, hvis efternavn vi aldrig finder ud af. På trods af hans dårlige karakterer i skolen har Steen et formidabelt ordforråd, som konkurrerer med en voksens ditto og nok mest minder om en spirende filosofs. Watterson har beskrevet Steen således:
| Citat | Steen er forholdsvis nem at lave fordi han er udadvendt og voldsom, og der er ikke meget filter mellem hans hjerne og mund. Jeg vil skyde på at han er en anelse for intelligent i forhold til sin alder. Det jeg virkelig nyder ved ham er at han ikke har nogen sans for tilbageholdenhed, han har ikke erfaringen endnu til at vide hvad man ikke burde gøre. | Citat |
|       | |       |

Calvinistisk prædestination som filosofisk argument medfører grundlæggende ideen, at menneskets handlinger angående frelse eller fortabelse er forudbestemt. Steens konsekvente følgeslutning er, at alle de problemfyldte handlinger, han foretager sig, er uden for hans kontrol; han er simpelt hen et produkt af miljøet, et offer for omstændighederne. Han slipper ofte fri fra dette miljø og ind i hans udviklede fantasiverdener, som han selv skaber.

#### Steens hemmelige identiteter
Ved mange lejligheder ses Steen i en af sine mange forklædninger: Som superhelten Sluppermand, astronauten og eventyreren Rumagent Spiff, den altid opmærksomme privatdetektiv Snushanen Sniff, Kaptajn Napalm, dinosaurer, vejrfænomener, forskellige dyr og meget andet.

### Stoffer
Stoffer er Steens udstoppede tøjtiger, som fra hans perspektiv er så levende som alle andre i tegneserien. Han er opkaldt efter filosoffen Thomas Hobbes fra det 17. århundrede, som ifølge Watterson havde “et sløret syn på menneskets natur”. Stoffer er realistisk og mere opmærksom på konsekvenser end Steen, men blander sig sjældent i Steens halsbrækkende problemløsninger. På trods af Stoffers tørre advarsler ender det alligevel altid med, at Steen står med problemerne, ikke Stoffer. Stoffer har også den vane regelmæssigt at overfalde Steen og hoppe oven på ham, for det meste når han kommer hjem fra skole.
Set med Steens øjne er Stoffer en tiger med menneskelige egenskaber, meget større end Steen, og fuld af hans egne ideer og tanker. Men når perspektivet ændres til en hvilken som helst anden person, ser læserne kun en lille udstoppet tøjtiger. Dette er selvfølgelig en speciel tvedeling, og Watterson forklarer det sådan:
| Citat | Når Stoffer er et udstoppet legetøj på et billede, og levende i det næste, stiller jeg bare "de voksnes" version af virkeligheden overfor Steens version, og inviterer læseren til at bestemme hvilken der er mest sand. | Citat |
|       | |       |

Til illustration af dette ser man ofte Stoffer skrive og tegne skoleopgaver og lignende til Steen,
hvilket egentlig ikke kunne lade sig gøre hvis Stoffer kun var en del af Steens fantasi.
Selv om den første stribe tydeligt viser, hvordan Steen fanger Stoffer i sin egen tigerfælde (med en tunsandwich som madding), så er Stoffer tilsyneladende ældre end Steen og har været der gennem hele Steens liv. Watterson besluttede til sidst, at det ikke var vigtigt at vide, hvordan de to figurer mødtes.
Stoffer er desuden førstetiger i Steens træhusklub G.I.S.P. (Godkender Ikke Slimede Piger) og elsker tunmadder. Han tilføjer ofte en filosofisk vinkel til Steens udskejelser, specielt i forbindelse med de tilbagevendende køreture i Steens trækvogn eller på hans slæde om vinteren.

## Bipersoner

### Steens familie
Steens mor og far er for det meste typiske midt-amerikanske, middelklasseforældre; ligesom mange andre karakterer i striben tjener deres relative nede-på-jorden og fornuftige attituder primært som en modsætning til Steens frivole opførsel. Begge forældre er gennem hele tegneserien unavngivne, og refereres kun til som “mor” og “far”. Watterson gav aldrig forældrene navne “fordi de i tegneseriens univers kun er interessante som Steens mor og far”. Watterson bruger dem nogen gange til at udforske situationer, som voksne kan relatere til, såsom at nyde en aften i byen uden børn eller slappe af efter en hård dag på arbejde eller dårlige oplevelser i det lokale supermarked. Steens far er patentagent (ligesom Watterson's far var det) og elsker udendørs aktiviteter som at cykle og tage på camping, fordi det "styrker karakteren". Steens mor er hjemmegående husmor, men havde et stressende job, før de fik Steen.

### Sussi
Sussi bor i Steens kvarter. Hun bliver tit udsat for Steens drillerier både i skolen og hjemme. Hun arbejder altid hårdt i skolen, hvilket Steen ikke kan forstå.
Bill Watterson har udtalt, at Sussi og Steen i virkeligheden godt kan lide hinanden, men at de bare ikke vil indrømme det.

### Frøken Mortensen
Frøken Mortensens oprindelige engelske navn Wormwood (på dansk: malurt) kommer fra en figur fra C. S. Lewis' bog The Screwtape Letters.
Hun hader sit job som lærer og glæder sig til pensionen. Selvom det ikke ses i serien, får man at vide fra Steen, at hun er kæderyger. Hun bryder sig ikke om Steen og hans indfald i undervisningen og sender ham tit op til inspektørens kontor.

### Babysitteren Marlene
Når Steens forældre skal ud, er det altid Marlene, der får jobbet at passe ham. Hun er en normal teenager, men Steen gør alt for at ødelægge hendes liv.

### Kurt
Kurt er bøllen på Steens skole. Han har flere gange banket Steen og stjålet hans ting. Teksten i Kurts talebobler er modsat de andre figurers skrevet med ubehjælpsom barneskrift for at illustrere, at Kurt er mentalt tilbagestående.

## Tilbagevendende emner og temaer
Der er flere gentagne temaer i tegneserien, nogle enkelte der involverer Steens virkelige liv og mange fra hans utrolige forestillingsevne. Nogen af de følgende er åbenlyse fantasier, mens andre, som Stoffer, er af en tilsyneladende dobbelt natur, og fungerer ikke rigtigt hvis man kun ser dem som virkelig ’’eller’’ uvirkelig.

### Måltider
I spisefrikvarteret i skolen, eller når der bliver serveret aftensmad derhjemme, er Steen altid villig til at dele sine tanker om den mad, han (og alle andre) spiser. Det kan være en udfordring at spise sammen med Steen, og de fleste bliver irriterede over hans farverige beskrivelser af maden – hvilket er en af grundene til, at Steens forældre sjældent tager ham med ud at spise.
Ved måltiderne derhjemme bliver maden ofte afbildet som en udefinerlig, grøn, slimet substans, og Steens afsky for maden er åbenlys. Denne kan dog afhjælpes ved, at Steens forældre fortæller, at maden i virkeligheden er noget andet, f.eks. atomaffald, som ifølge Steens far vil forvandle ham til en mutant, hvis han spiser det. Steen spiser så maden med vellyst. Nogle gange når forældrene går ud af rummet, bliver hans måltider levende og taler til ham. Det resulterer somme tider i en episk dyst på ord og medfører ofte et større svineri, som sætter Steens mors tålmodighed på prøve.
Steen deler også ud af interessante kommentarer til sine egne og andres (mest Sussis) madpakker. Sussi spørger sig selv, om drengen mon overhovedet har nogen venner!

### Karbad
Det er ofte en udfordring at få Steen i karbadet. Han kæmper med tænder og kløer for at undgå det og gemmer sig tit for sin mor, som altid er den aktive person i processen. Men når han først er kommet i badet, begynder Steens fantasi at tage på rejse. Han forestiller sig alverdens ulykkesscenarier i badekarret, hvor mennesker drukner, skibe kæntrer, og store hvirvelstrømme gør vandende usikre (når han trækker proppen). Han har ofte mange remedier med i badekarret, og Steens mor ville nogen gange ønske, at han i det mindste ville droppe paraplyen, så gulvet ikke blev oversvømmet.

### Monstrene under sengen
Under Steens seng bor der flere uhyrer, som ikke giver udtryk for stor intelligenskvotient. De prøver ihærdigt at forblive uopdagede, men kommer alligevel altid til at afsløre sig selv når Steen stiller spørgsmålet: “Er der nogen uhyrer under sengen?”, hvortil flere stemmer svarer: “Nej!”.

### G.I.S.P.
Er Steen & Stoffers antipigeklub. Står for Godkender Ikke Slimede Piger. Der er en diktator (Steen), og en førstetiger (Stoffer). Møderne foregår som regel i deres hemmelige træhule og startes altid med en hyldestsang. Derefter bliver de to medlemmer af klubben ofte uenige om, hvad der skal ske til mødet, og kommer op at slås, og så har klubben ifølge Steen opfyldt sin formålsparagraf.
I en dansk avis oversat som K.A.S.T. – Knus Alle Slimede Tøser.[kilde mangler]

### Papkasser
I Steens fantasiverden er papkasser ikke bare kasser, men redskaber i deres fælles leg. En kasses effekt afgøres af hvilken vej kassen vender.

#### Tidsmaskine
I tidsmaskinen (en papkasse der vender opad) flyver Steen og Stoffer i tidens dimension, og er altid iført gamle motorbriller ("Nulrums-briller").

#### Transmogriffer
En transmogriffer (en papkasse der vender nedad) er en forvandlingsmaskine, som kan forvandle Steen & Stoffer til forskellige dyr, mennesker og planter. Transmogrifferen virker ved, at man monterer en pil på siden af papkassen og skriver forskellige valgmuligheder ud for pilen. Forvandlingen sker så, når man kravler ind under papkassen, og seancen efterfølges af et højt: “boink”. Steen laver senere en vandpistol om til en mobil transmogriffer, der fungerer vha. tankelæsning.

#### Duplikator
En duplikator (en papkasse der vender på siden) duplikerer det, den indeholder, og fungerer dermed som en tredimensionel kopimaskine.

### Snemænd
Når det er vinter og snevejr, elsker Steen at skabe snemænd og -damer, snebørn og snemonstre. Ofte forsøger Steen at sende et budskab til verden – eller mere konkret til hans far – om forskellige ting.
Det er ikke altid med forældrenes gode vilje, at Steens kunstværker (hvis han selv skal sige det) bliver modtaget. Når Steen laver en anatomisk korrekt snemand og -dame, skaber det en vis furore i forhold til naboernes 'pænere' snemænd.

### Dinosaurer
Steen fantaserer tit sig selv, mennesker, legetøj og især frøken Mortensen og Sussi ind i rollen som dinosaurer.
I disse dagdrømme optræder Steen tit som en kødæder og alle andre som planteædere.

### Stofferbold
Steen & Stoffer spiller en gang i mellem det de selv kalder Stofferbold (Calvinball). Det er et spil, der indeholder mindst et flag, og hver spiller har en maske på, og så laver man ellers reglerne efterhånden (ikke ulig nomic). Spillet skabes altså på ny, hver gang det spilles. Hvordan spillet vindes, er tilsyneladende ikke blevet afgjort.

### Skole og lektier
Skolen er et problem for Steen. Han har en stærk modvilje mod at komme derhen og prøver at slippe uden om på mange forskellige måder. Han er B-menneske og har svært ved at komme ud af fjerene om morgenen. Når han står og venter på bussen (og det ofte i gnavent humør), står det altid i kontrast til Sussis evigtfriske attitude.
Steen udnytter sine frikvarter til det yderste, og bruger også gerne en del af timen på at lege på legepladsen med den begrundelse, at så er der meget mere plads.
En stor del af timerne foregår ved, at Steen driver frøken Mortensen (som han har i alle fag) til vanvid. Problemet er, at Steen prøver at slippe så nemt om ved opgaverne som muligt, og frøken Mortensen prøver derimod at forberede ham på den verden, der venter, og det skaber nogle konflikter. Steen finder ofte på nogen meget alternative svar på meget nemme spørgsmål. En ofte brugt opgave er “frit emne”, hvor eleverne selv skal finde ud af, hvad de vil sige noget om, og Steens emnevalg kan være lettere afvigende.
Skoleinspektøren er en af de mindre centrale karrakterer i striben, men ikke desto mindre besøger Steen ofte hans kontor.
Lektier er bare noget der skal overstås. Og Steen prøver nogen gange at få Stoffer til at lave diverse hjemmeopgaver for ham.

## Steen & Stoffer på dansk
- Steen & Stoffer album:

1. Smil, vi er på!
2. – for fulde gardiner
3. ...bare for sjov!
4. Hovsa!
5. Jeg ♥ dig!
6. – en tiger for meget!
7. venner for altid...?
8. ...dybt at falde!
9. – skønheden og uhyret
10. – tør hvor andre tiger!
11. En for alle...
12. Hvo intet vover...
13. I mørke er alle katte grå...
14. Tak for dansen!
15. – vover pelsen!

- Steen & Stoffer bøger:

1. Tab og vind...
2. Ude med snøren
3. – lykkens pamfiliusser
4. Er du dus med himlens fugle...
5. Tungen lige i munden!
6. Sigter godt, men rammer skidt...
7. Bare vent til mor kommer hjem!
8. Vilddyr er vidunderlige! Vilddyr er vidunderlige!

- Steen & Stoffer i kronologisk orden:

1. Tunfisk og tøjtigre
2. – vildnissets vovehalse!
3. Kammerater på krigstien
4. Stilhed før stormen
5. Mislyde i mørket
6. – på jagt efter jordforbindelse
7. Magiens mestre

- Steen & Stoffer jubilæumsbog:

1. En 6-årig fylder 10

- Steen & Stoffer specialbog:

1. En hårrejsende historie